# ارمک اسپرا
ارمک اسپرا (نام علمی: Ephedra aspera) نام یک گونه از سرده ارمک است.